# Ferdinand Marcos
Ferdinand Emmanuel Edralin Marcos (11. září 1917, Sarratu – 28. září 1989, Honolulu) byl filipínský politik a právník a prezident Filipínské republiky v letech 1965–1986.

## Studia a politický vzestup
Marcos vystudoval právo a latinu na Filipínské univerzitě. V roce 1939 byl obviněn z vraždy protivníka svého tchána, která se stala šest let předtím; odvolal se k Nejvyššímu filipínskému soudu a byl zproštěn viny roku 1940. Jako právník začal pracovat v Manile. Během druhé světové války se stal důstojníkem ve filipínské armádě. Později tvrdil, že sehrál důležitou roli ve filipínském odbojovém hnutí, což přispělo do značné míry k jeho úspěšné politické dráze – jak se ukázalo po jeho smrti, ve skutečnosti se v aktivitách proti Japoncům v letech 1942–1945 angažoval jen velmi málo.

## Vláda
V roce 1965 Marcos, který si získal značnou prestiž jako asistent v Roxasově Liberální straně, kandidoval ve volbách na prezidenta proti zástupci Nacionální strany, D. Macapagalovi. Po zvolení dokázal během svého prvního mandátního období výrazně zlepšit situaci v zemědělství, průmyslu i vzdělání. Coby přesvědčený antikomunista dal poslat vojenské posily pro jihovietnamský režim. V roce 1969 byl znovu zvolen prezidentem. Marcos začínal jako demokratický vládce, postupně se však jeho režim stával stále více autoritářským, až se v roce 1972 změnil ve tvrdou diktaturu (mj. zavedl stanné právo, které pak zrušil až po devíti letech, na začátku roku 1981). To vedlo k zesílení guerillového komunistického hnutí a posílilo muslimské separatistické tendence. Během druhého období musel také čelit studentským revoltám.
Díky stannému právu se mohl vypořádat bez velkých formalit se svými politickými protivníky, které dal většinou uvěznit a mezi nimiž byl i Benigno Aquino. V roce 1973 Marcos vyhlásil novou Ústavu, podle níž měl nadále vykonávat současně funkci prezidenta i předsedy vlády. V roce 1981 byl při dalších prezidentských volbách (po 12 letech) znovu zvolen, zrušil stanné právo a přistoupil k ústavní reformě. Opozice proti jeho režimu však sílila, zejména od roku 1983, po zavraždění B. Aquina, který se po třech letech vracel z amerického exilu. Vdova po Aquinovi, Corazon Aquinová, Marcose ve volbách v roce 1986 porazila, a třebaže Marcos odmítal její vítězství uznat, podpora vojska, jíž se těšila Aquinová, jakož i masové lidové protesty (tzv. Revoluce lidové moci) ho donutily utéci i s nejbližšími spolupracovníky – a údajně i s 24 kufry plnými zlatých cihel a šperků – do exilu na Havaj, kde mu umožnil azyl tehdejší americký prezident Ronald Reagan.
Poslední roky Marcosovy vlády se vyznačovaly značnou korupcí, hospodářskou stagnací a propastnými rozdíly v životní úrovni filipínských obyvatel. Filipíny dodnes splácejí dluhy, které jeho vláda zanechala. Marcosova žena Imelda Marcosová proslula po celém světě extrémním utrácením za šaty, boty a šperky.

## Vyznamenání
- velkostuha Řádu chryzantémy – Japonsko, 20. září 1966
- Řád hvězdy Indonéské republiky I. třídy – Indonésie, 12. ledna 1968
- Řád říšské koruny – Malajsie, 1968
- Řád Rajamitrabhorn – Thajsko, 15. ledna 1968[1]
- velkokříž s řetězem Řádu Isabely Katolické – Španělsko, 22. prosince 1969
- Řád Temasek I. třídy – Singapur, 15. ledna 1974
- velkokříž Vojenského záslužného kříže s bílým odznakem – Španělsko, 18. února 1974
- Řád hvězdy Rumunské socialistické republiky – Rumunsko, 9. ledna 1975
- řetěz Řádu al-Husajna bin Alího – Jordánsko, 1. března 1976
- velkokříž Řádu rovníkové hvězdy – Gabon, 8. července 1976
- velkokříž Maltézského záslužného řádu – Suverénní řád Maltézských rytířů